# Quartet Live
Quartet Live is een muziekalbum van een jazzkwartet gevormd door Gary Burton, Pat Metheny, Steve Swallow en Antonio Sanchez.
Burton en Metheny kennen elkaar al tijden. Beide waren ooit lid van de stal van ECM Records en zullen elkaar daar regelmatig zijn tegengekomen. Daarna volgden onregelmatig compact discs, waarop beide artiesten samen in allerlei combinaties verschenen. Swallow is de man en basgitarist van Carla Bley, via Watt Works verbonden met datzelfde platenlabel. Het album is opgenomen op 10 en 11 juni 2007 in Oakland (Californië), Yoshi's. Burton is niet een componist die veel muziek heeft geschreven, de muziek is daarom voornamelijk van derden en Metheny, die juist wel veel schrijft.

## Musici
- Gary Burton: vibrafoon
- Pat Metheny: gitaar
- Steve Swallow: basgitaar
- Antonio Sanchez: slagwerk

## Composities
- Sea Journey (Chick Corea, Neville Potter) (9:00)
- Olhos de Gato (Carla Bley)(6:36)
- Falling Grace (Swallow)(7 :17)
- Coral (Keith Jarrett)(6;23)
- Walter L (Burton)(5:30)
- B and G (Midwestern Night’s Dream)(Metheny)(6:53)
- Missouri Uncompromised (Metheny)(7:34)
- Fleurette Africaine (little African flower)(Duke Ellington)(7:34)
- Hullo, Bolinas (Swallow)(4:48)
- Syndrome (Carla Bley)(4;42)
- Question and Answer (Metheny)(13 :02)

## Tijdlijn
- Vorig album Burton: The New Crystal Silence
- Vorig album Metheny: Tokyo Day Trip